# Victoriosa Estatua de la Liberación de la Patria
El Monumento a la Guerra de Liberación de la Patria Victoriosa es un monumento al aire libre en Pyongyang, Corea del Norte. El monumento se encuentra fuera del Museo de la Guerra de Liberación de la Patria Victoriosa. El monumento en sí es una serie de estatuas que representan a soldados de las distintas ramas del Ejército Popular de Corea. La estatua central de la colección se conoce como la Estatua de la Victoria y representa a un soldado del Ejército Popular de Corea izando la bandera de Corea del Norte. El monumento se completó en 1993 para conmemorar el 40 aniversario del fin de la guerra de Corea (o la "Guerra de Liberación de la Patria", como se la conoce en Corea del Norte). Esto incluye monumentos laterales titulados "Defensores de la altitud 1211", "Corea del Sur liberada", "Héroes de Wolmido", "Moviendo el arma de artillería hacia arriba", Primera línea de refuerzo de los pueblos "," Defensores del espacio aéreo de la patria ", Guerra de liberación de Taejon ", Defensores del Marítimo de la Patria", "Batalla del Río Nakdong" y "Combate de la Fuerza de Guerrilla del Pueblo".  Amarrado en una orilla cercana del río Taedong se encuentra el barco espía capturado de la Armada de los Estados Unidos el USS Pueblo.